# Léon Morin, prete
Léon Morin, prete (Léon Morin, prêtre) è un film del 1961 diretto da Jean-Pierre Melville.
In Italia il film, tratto dall'omonimo romanzo della scrittrice Béatrix Beck, è conosciuto anche col titolo La carne e l'anima.

## Trama
Durante l'occupazione tedesca ed italiana della Francia, una donna di Besançon, una città di provincia, si confessa al giovane prete Léon Morin. La donna si chiama Barny ed è una vedova atea e marxista che ha dovuto battezzare sua figlia solo per proteggerla dai tedeschi, poiché il padre era di origini ebraiche, e nutre un'attrazione saffica per una collega. Avvicina Léon solo per il gusto di stuzzicarlo con provocazioni sulla fede.
Ma il prete, convinto della propria fede e della propria missione, la spiazza, ignorandone le provocazioni filosofiche e intellettuali, e tra i due nasce un rapporto intenso. Barny si scopre innamorata di Léon.

## Distribuzione
La versione distribuita in Italia è ridotta con numerosi tagli. Solo di recente l'uscita dell'edizione in DVD ha offerto l'opportunità al pubblico italiano di vedere il film in versione integrale.